# 아네카트리네 헤르도르프
아네카트리네 헤르도르프(Anne-Cathrine Herdorf, 1967년 7월 10일 ~ )는 덴마크의 가수이다. 유로비전 송 콘테스트 1987에서 반됴와 함께 덴마크 대표로 참가했다.